# Rozhledna Na Kopečku

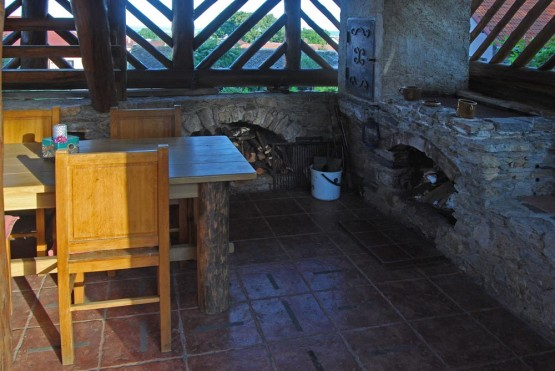
Přízemí rozhledny.

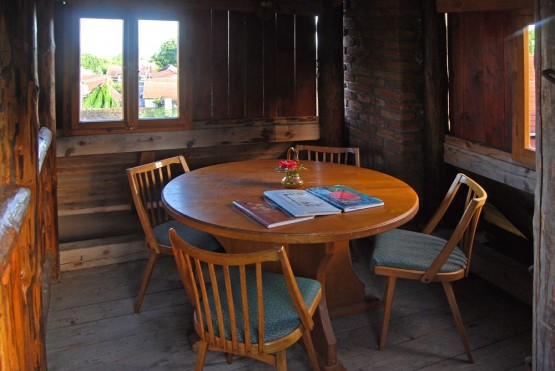
První patro rozhledny.

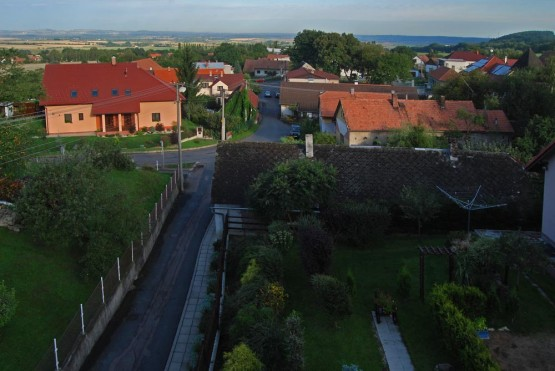
Výhled z druhého patra rozhledny.

Rozhledna Na Kopečku stojí na soukromém pozemku v Licoměřicích, na východním konci obce kousek od nádrže, v blízkosti domu čp. 54. Nejde tak ani o klasickou rozhlednu, jako spíše o malou dřevěnou vyhlídkovou plošinu s posezením. Nachází se v nadmořské výšce 370 m. Byla vybudována v letech 2006–2007. K její stavbě byly použity vlastní finanční prostředky, včetně dřeva, které pochází z vlastního lesa z Golčova Jeníkova. V přízemí se nachází posezení u krbu. V prvním patře, kam se vyjde po masivních dřevěných schodech, je možnost posedět u kulatého stolu a případně napsat něco do návštěvní knihy této rozhledny. Druhé patro slouží jako vyhlídková plošina s kruhovými výhledy na krajinu Čáslavska, Kutnohorska, Kolínska a Jeníkovska. Vedle rozhledny si lze zakoupit pohlednice s razítkem a drobné suvenýry. Provozní doba této rozhledny není určena.

## Historie
Inspirací k postavení byla jednak historie tohoto místa, kdy tu někde v těchto místech stála vojenská hláska plnící funkci strážního stanoviště, která pravděpodobně zanikla spolu s tamější tvrzí v průběhu 16. století a také touha vybudovat něco pro lidi. V neposlední řadě i využít ideálního místa s výhledem na okolní krajinu.